# الدوري السوداني الممتاز 2006
الدوري السوداني الممتاز لكرة القدم 2006 هو موسم من الدوري السوداني الممتاز لكرة القدم. فاز فيه الهلال السوداني.